# رسالة من فيتنام (رواية)
رسالة من فيتنام هي إحدى روايات الروائية الأمريكية دانيال ستيل (بالإنجليزية Message from Nam).

## نبذة قصيرة
تدور أحداث الرواية عن صحفية شابة تمضي سبع سنوات في فيتنام لتغطية الأحداث في مقال يومي ثم تذهب لمؤتمر السلام في باريس لكن حياتها وحياة كل من قابلتهم هناك لا تعود لطبيعتها أبدا.